# Aleksandr Ławriszczew
Aleksandr Andriejewicz Ławriszczew (ros. Александр Андреевич Лаврищев, ur. 1912, zm. 1979) – radziecki dyplomata.

## Życiorys
Członek WKP(b), w 1937 roku ukończył Moskiewski Instytut Filozofii, Literatury i Historii, w latach 1937-1939 był wykładowcą marksizmu-leninizmu, następnie pracował w Ludowym Komisariacie Spraw Zagranicznych ZSRR. Od 1939 do 22 czerwca 1940 I sekretarz Ambasady ZSRR w Bułgarii, od 22 czerwca 1940 do 1944 roku był ambasadorem nadzwyczajnym i pełnomocnym ZSRR w Bułgarii, od 1944 roku był doradcą politycznym Sojuszniczej Komisji Kontrolnej w Rumunii, do 1945 roku był doradcą politycznym Sojuszniczej Komisji Kontrolnej w Bułgarii. 
W 1945 roku był kierownikiem Wydziału IV Europejskiego Ludowego Komisariatu Spraw Zagranicznych ZSRR, od 1945 do lutego 1948 roku był kierownikiem Wydziału Państw Bałkańskich Ludowego Komisariatu/Ministerstwa Spraw Zagranicznych ZSRR, od 24 lutego 1948 do 19 stycznia 1954 roku był ambasadorem nadzwyczajnym i pełnomocnym ZSRR w Turcji, od stycznia do sierpnia 1954 roku był kierownikiem Wydziału I Europejskiego MSZ ZSRR. Od 12 sierpnia 1954 do 21 stycznia 1956 roku był ambasadorem nadzwyczajnym i pełnomocnym ZSRR w Wietnamie, od stycznia 1956 roku pracował w Instytucie Gospodarki Międzynarodowej i Stosunków Międzynarodowych. 

## Odznaczenia
- Order Wojny Ojczyźnianej I klasy.
- Order Czerwonego Sztandaru Pracy.